# (69312) Rogerbacon
(69312) Rogerbacon (1992 SH17) – planetoida z pasa głównego asteroid okrążająca Słońce w ciągu 3,54 lat w średniej odległości 2,32 j.a. Odkryta 24 września 1992 roku.